# Mass Hysteria
Mass Hysteria est un groupe de metal industriel français. Formé en 1993, le groupe compte dix albums studio et six albums live à son actif, sortis entre 1997 et 2023. Sa percée se fait en 1999 avec le deuxième disque Contraddiction.

## Biographie

### Années 1990
Mass Hysteria se forme en 1993, à Paris, autour de Mouss (chant), Stephan (basse) et Erwan (guitare). Le groupe enregistre son premier album, Le Bien-être et la Paix, quatre ans plus tard. En 1998, leur concert au Spectrum à Montréal est publié en album live. Un nouvel album sort en 1999 sous le titre de Contraddiction, qui se vend à plus de 50 000 exemplaires. Il est produit et mixé par Colin Richardson,.

### Années 2000
En 2001, le groupe part en tournée, puis enregistre un album avec une approche musicale différente, De cercle en cercle avec l'arrivée du guitariste Olivier Coursier. Cet album est accueilli d'une manière mitigée, l'approche new pop/rap de l'album isole le groupe de la scène metal.
En 2005, le groupe publie Mass Hysteria, confirmant son approche new soften pop/metal. Finalement, en 2007, avec le départ d'Olivier et l'arrivée de Nicolas Sarrouy, le groupe revient avec Une somme de détails. L'album, qui se rapproche musicalement de Contraddiction est un retour aux racines. Le 16 août 2008, le groupe joue au Sziget Festival d'Óbudai-Sziget (Budapest, Hongrie). En 2009, Mass Hysteria fait la première partie de Metallica pour le concert aux Arènes de Nîmes. À la fin de l'année, le groupe publie Failles, qui est bien accueilli par la presse spécialisée.

### Années 2010

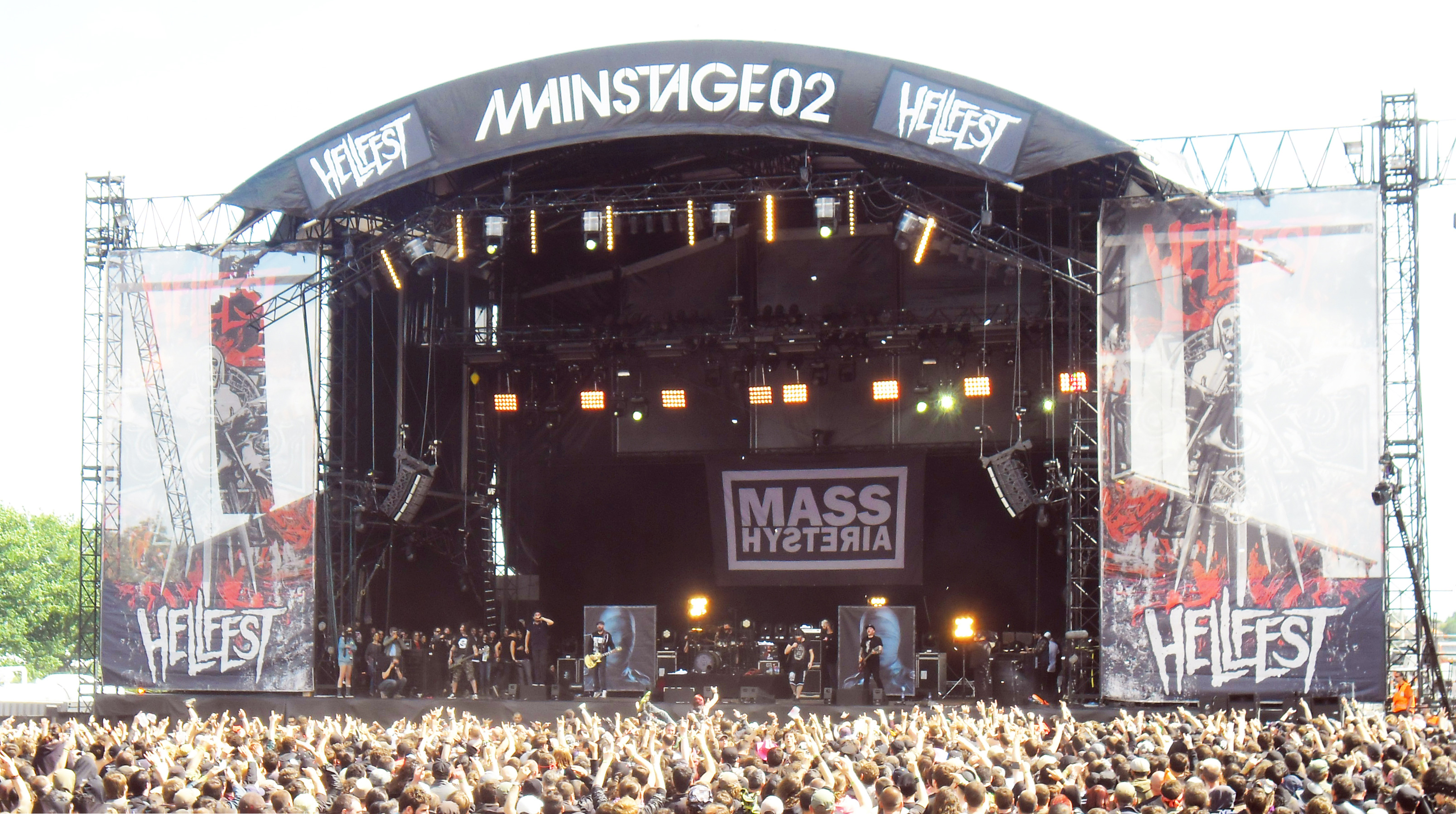
Mass Hysteria au Hellfest 2013

En 2011, le groupe publie un DVD live enregistré et filmé à Toulouse. Le 9 juillet, le groupe participe au Sonisphere, en France, avec The Big Four. En 2012, le groupe sort son nouvel album L'Armée des ombres. Le 5 avril 2013, à l'occasion de ses 20 ans de carrière, le groupe fait salle comble à l’Olympia, devant 2 500 personnes.
En 2015 sort Matière Noire. Unanimement encensé par le public et les médias[réf. nécessaire], cet album marque le retour en force du groupe et assoit son statut de figure de proue de la scène française ;  la tournée compte 102 dates. Fin 2016, le groupe publie le DVD/CD Le Trianon en édition limitée à 5 000 exemplaires.
Le 19 mars 2018, Contraddiction, publié en 1999, est certifié disque d'or pour plus de 50 000 exemplaires vendus, soient 19 ans après la sortie de l'album. Pour l'occasion, cette récompense leur est remise sur scène le 9 mars lors du concert du groupe au mondial du tatouage, à la Grande halle de la Villette, à Paris, par le label de musique Legacy Recordings. Une semaine plus tard, c'est l'album live Mass Hysteria à l'Olympia qui se voit également certifié disque d'or.

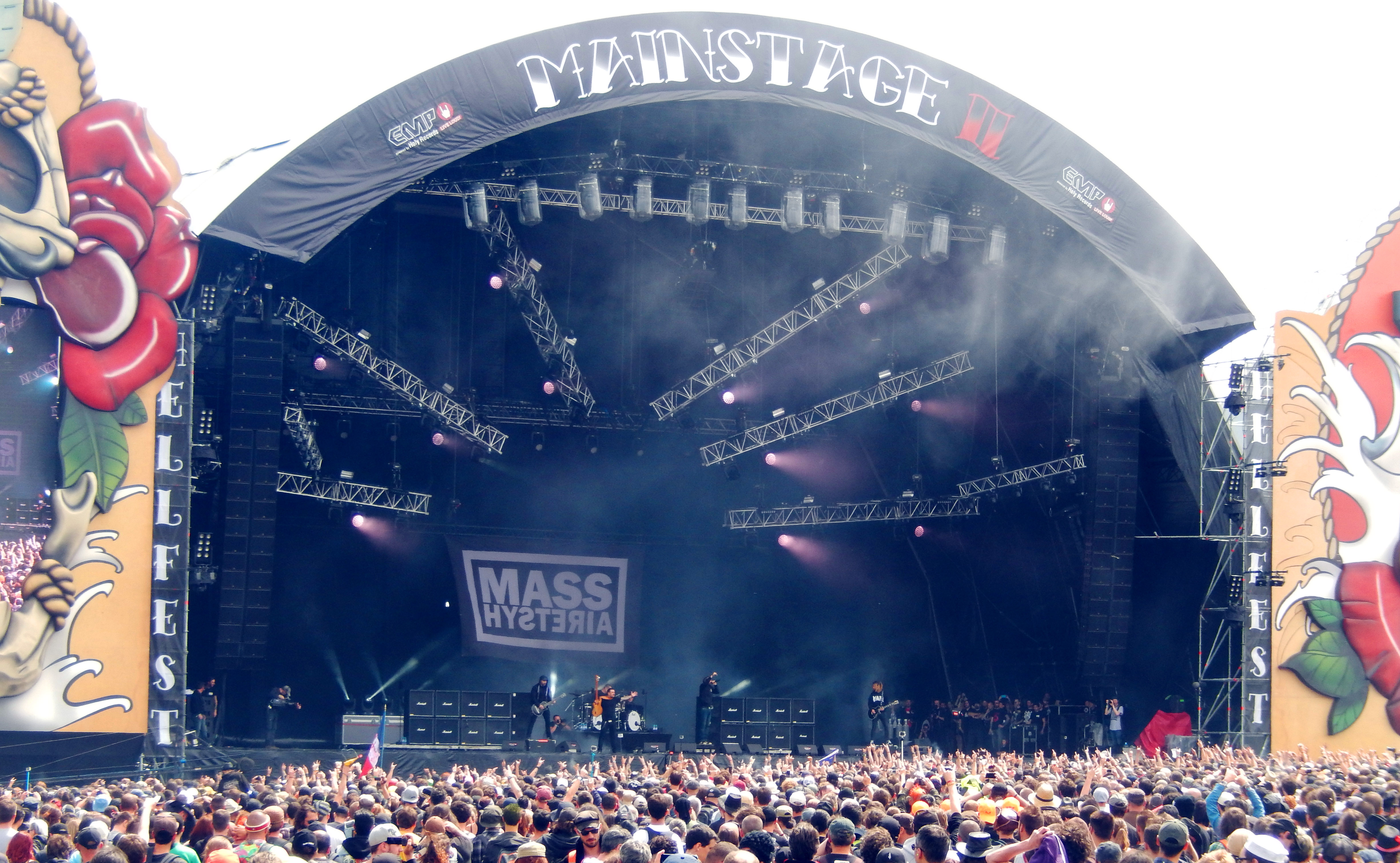
Mass Hysteria au Hellfest 2016

## Controverses
Dans certains médias, Mass Hysteria s'est fait connaître par l'incident d'un maire qui a mal interprété leurs textes,.

## Style musical
Mass Hysteria, connu pour son éclectisme, allie metal alternatif, rock et rap (2001-2005). C'est aussi l'un des rares groupes de metal à chanter presque uniquement en français.

## Membres

### Membres actuels
- Mouss Kelai — chant (depuis 1993)

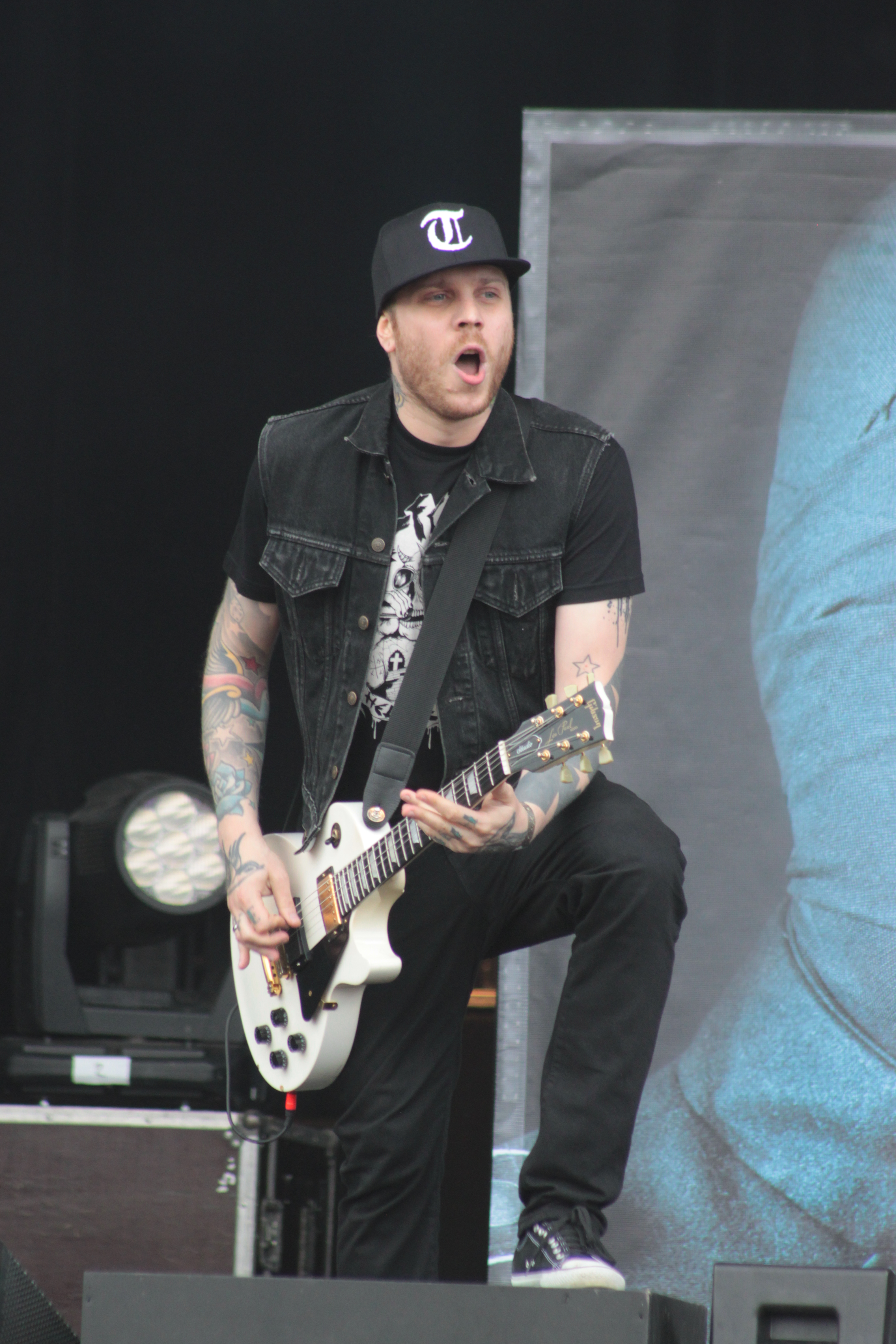
Nicolas Sarrouy en 2013.

- Yann Heurtaux — guitare (depuis 1995)
- Raphaël Mercier — batterie (depuis 1996)
- Frédéric Duquesne — guitare (depuis 2014)
- Jamie Ryan — basse (depuis 2017)

### Anciens membres
- Jean Martin — batterie (1993–1995)
- Alain "Ferguson" Fornasari — guitare (1993–1995)
- Erwan Disez — guitare (1993–1999)
- Stéphan Jaquet (†2021) — basse (1993–2011)
- Pascal Jeannet / Overload System — samples, programmation (1995–2000)
- Olivier Coursier — guitare, samples (2000–2007)
- Nicolas Sarrouy — guitare (2007–2014)[15]
- Vincent Mercier — basse (2012–2016)
- Thomas « Atom » Zanghellini — basse (2016—2017)

## Discographie

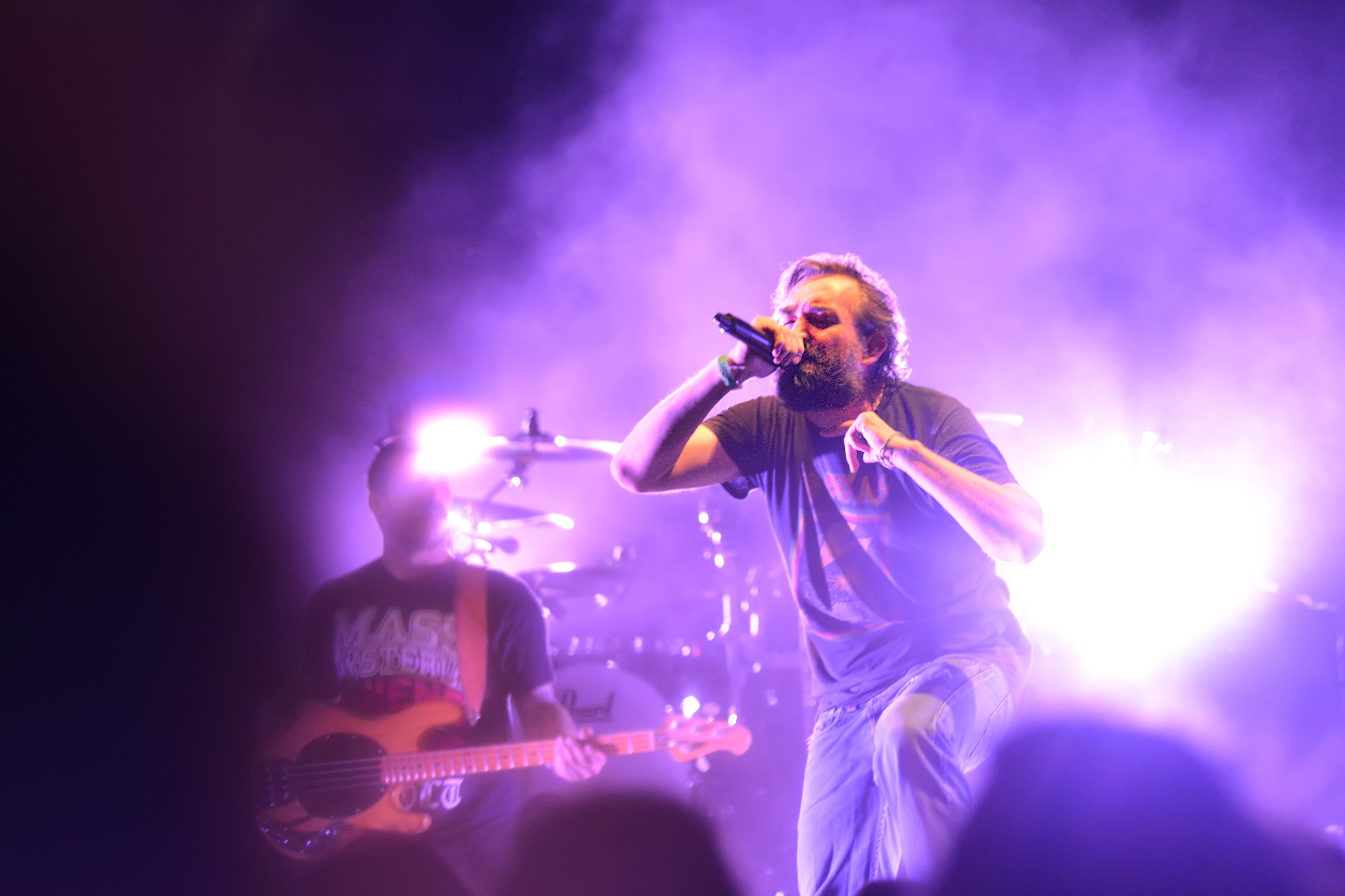
Mouss Kelai en 2016.

### Albums studio
- 1997 : Le Bien-être et la Paix
- 1999 : Contraddiction
- 2001 : De cercle en cercle
- 2005 : Mass Hysteria
- 2007 : Une somme de détails
- 2009 : Failles
- 2012 : L'Armée des ombres
- 2015 : Matière Noire
- 2018 : Maniac
- 2023 : Tenace - Part 1 & 2

### Albums live
- 1998 : Live à Montréal (Concert enregistré au Spectrum à Montréal le 16 mai 1998)
- 2011 : Live (Concert enregistré au Bikini à Toulouse le 9 décembre 2010)
- 2013 : Mass Hysteria à l'Olympia (Concert enregistré à l'Olympia, Paris, le 5 avril 2013, pour les 20 ans de la formation du groupe)
- 2016 : Le Trianon (Concert enregistré au Trianon à Paris le 11 mars 2016)
- 2019 : Hellfest XXI VI MMXIX (Concert enregistré au Hellfest le 21 juin 2019)
- 2022 : Le Gros 4  (Concert enregistré au Zénith de Strasbourg le 1er avril 2022)

### Autres
- 1994 : Démo cassette 3 titres ;
- 1996 : CD promotionnel 2 titres (Donnez-vous la peine et Mass protect) ;
- 1996 : CD 4 titres paru en novembre 1996 (Donnez-vous la peine, Mass protect, M.H. de C.E.S., Donnez vous la peine (The grizzly version)) ;
- 2021 : DVD exclusif "Mass Hysteria 10 ans de Furia", pour les 20 ans de Rock Hard, contenant 12 titres live dont 6 inédits.